# Dolmen de la Villeneuve
Le dolmen de la Villeneuve (également nommé Ti er Korriganed ou Er-Dosten-Creis) est situé à Langoëlan dans le département français du Morbihan.

## Description
Le dolmen a été érigé sur un petit plateau entouré de rivières et de marais. Son architecture est simple : la chambre est délimitée par trois orthostates supportant une unique table de couverture. Le dolmen est orienté est/ouest et son ouverture devait probablement se situer à l'est. Sa forme générale fait penser à celle d'un champignon.
Une grande quantité de silex et de poteries attribuées à différentes périodes atteste d'une forte occupation du site.

## Folklore
Une légende celtique bretonne prête sa construction à un géant korrigan. Celui-ci transportait 3 pierres, l'une sur la tête et les deux autres sous les aisselles. Surpris par une tempête, il est cloué au sol, donnant naissance au dolmen.